# اندیس خاک صنعتی صادق آباد
خاک صنعتی صادق آباد یک اندیس غیرفلزی است که در  استان قزوین قرار دارد و مادهٔ معدنی موجود در آن، خاک صنعتی است. سنگ میزبان این اندیس توف سبز کرج است و دیرینگی آن به دوران ائوسن می‌رسد. در این اندیس، پاراژنز‌های ایلیت ، هماتیت یافت می‌شوند.